# 邱太三
邱太三（1956年8月30日—），中華民國政治人物、法學教授，民主進步黨籍，生於臺中市大甲區。出身司法官，現任亞洲大學財經法律學系教授，歷任國民大會代表、立法委員、高雄市副市長、桃園市副市長、大陸委員會主任委員、法務部部長、國家安全會議首席諮詢委員等要職。

## 早年
邱太三曾任新竹地檢署檢察官，因不滿吳蘇案，於1989年請辭，回到台中擔任律師。經新潮流系大老利錦祥勸說，改行從政，任臺中縣縣長廖永來機要祕書。

## 從政生涯
2016年5月20日至2018年7月15日期間，邱太三擔任法務部部長（第23任）。行政院院長林全曾稱讚邱太三的協調、行政能力，稱在司法改革、轉型正義等挑戰工作，都要借重邱的幫忙。
離開法務部後，邱太三曾任國安會諮詢委員，之後因疑涉關說引咎辭職，回到校園執教擔任亞洲大學財經法律系副教授兼系主任。
2021年2月19日，蔡英文政府宣布新一波國安人事，邱太三再任公職，擔任大陸委員會主任委員，原主委陳明通則轉任國家安全局局長。
2024年5月20日，邱垂正繼任陸委會主委，邱太三卸任並返回亞洲大學任教。

## 政策立場
- 2017年3月24日，司法院大法官召開憲法法庭，時任法務部部長邱太三代表政府就臺灣同性婚姻進行辯論，其發言多所保留，遭到議題推動方大加抨擊[8][9]。

- 法務部部長任內，邱太三從未簽准死刑執行，是繼王清峰後的第二位從未執行死刑的正任法務部部長。2017年度也成為自2009年後再度未執行任何死刑的一年；對此，邱太三表示執行死刑必須慎重[10]。

## 選舉紀錄
| 年度 | 選舉屆數               | 選舉區           | 所屬政黨   | 得票數  | 得票率 | 當選標記 | 備註 |
| ---- | ---------------------- | ---------------- | ---------- | ------- | ------ | -------- | ---- |
| 1996 | 第三屆國民大會代表選舉 | 臺中縣第三選舉區 | 民主進步黨 | 37,137  | 20.15% |          |      |
| 1998 | 第四屆立法委員選舉     | 臺中縣選舉區     | 民主進步黨 | 50,529  | 7.61%  |          |      |
| 2001 | 第五屆立法委員選舉     | 臺中縣選舉區     | 民主進步黨 | 42,048  | 6.35%  |          |      |
| 2005 | 第十五屆臺中縣縣長選舉 | 臺中縣           | 民主進步黨 | 275,153 | 39.12% |          |      |

## 榮譽

### 中華民國勳章獎章
- 二等景星勳章（2024年5月13日於總統府頒授）[11]

## 爭議
- 2019年3月中旬，時任國安會諮委的邱太三為名醫逃漏稅5億元一案，陳情桃園地檢署檢察長彭坤業，導致其指示檢察官與被告認罪協商。事件曝光後，彭被調職懲處；邱太三表示是依法轉交陳情、不是介入個案，並願接受調查。4月2日晚間，邱向總統蔡英文請辭獲准[3][12][13][14][15]。監察院進行二次彈劾案皆未通過，但認為相關違失情節重大且明確，送國安會參處，同時針對公訴實務法制不足處，對法務部提出糾正。

## 個人生活
其弟邱太欽曾任駐斐濟、巴布亚新几内亚代表。

## 外部連結
- 立法院邱太三委員簡介 （页面存档备份，存于）

| 中華民國政府職務 | 中華民國政府職務                                                 | 中華民國政府職務 |
| ---------------- | ---------------------------------------------------------------- | ---------------- |
| 行政院           |                                                                  |                  |
| 前任： 羅瑩雪    | 法務部部長 第十四任 2016年5月20日－2018年7月15日                 | 繼任： 蔡清祥    |
| 前任： 陳明通    | 中華民國大陸委員會主任委員 第十四任 2021年2月23日－2024年5月20日 | 繼任： 邱垂正    |